# Jimmy Garvin
Pour les articles homonymes, voir Williams et Garvin.
James Williams (né le 25 septembre 1952 à Tampa) est un catcheur (lutteur professionnel) américain plus connu sous le nom de ring de Jimmy Garvin.

## Jeunesse
Williams grandit en Floride et est un fan de la Championship Wrestling from Florida, la principale fédération de catch de l'état, qu'il va fréquemment voir au Sportatorium de Tampa. Il fait partie de l'équipe de lutte de son lycée à Tampa.

## Carrière de catcheur

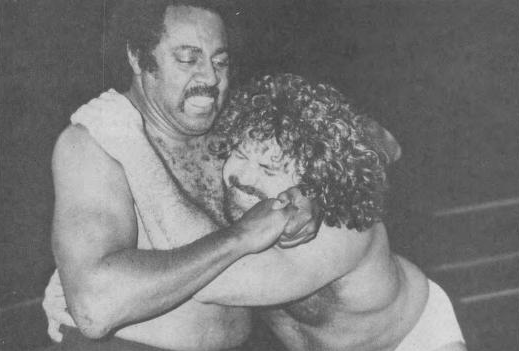
Charlie Cook (gauche) contre Jimmy Garvin (droite), vers 1983.

### Manager puis catcheur
Williams rencontre les catcheurs Boris Malenko (en) et Joe Scarpa qui le recommandent à Eddie Graham, le promoteur de la Championship Wrestling from Florida. Il participe à un camp d'entraînement dirigé par Graham et s'entraîne aux côtés de Dick Slater (en), Mike Graham (en), Steve Keirn (en) et Bob Orton, Jr..
Cependant, on le juge trop petit et trop peu musclé pour lutter et on lui propose d'être manager.